# زبان مالایالم
زبان مَلیالَم (മലയാളം malayālam) یکی از چهار زبان عمده زبان‌های دراویدی و یکی از ۲۲ زبان در نظر گرفته شده در هند برای زبان اداری در ایالت کرالا و ناحیه همپیوسته لاکشادویپ است.
در مجموع ۳۵٬۹۰۰٬۰۰۰ تن از مردم جهان به ویژه در جنوب هند به این زبان سخن می‌گویند.

## ریشه شناسی
کلمه مالایالام از دو کلمه مالا به معنی کوه و الام به معنی منطقه یا کشتی گرفته شده است. بنابراین مالایالام به عنوان "منطقه کوهستانی" ترجمه می شود. واژه مالابار به عنوان واژه ای جایگزین برای مالایایی در محافل تجارت خارجی برای نشان دادن سواحل جنوب غربی شبه جزیره هند به کار می رفت که به معنای سرزمین تپه ها نیز می باشد.
این اصطلاح در ابتدا به سرزمین تپه ای غربی پادشاهی چرا (بعدها زامورین ها و پادشاهی کوچین)، پادشاهی ازیمالا (بعداً کولاتونادو) و پادشاهی آی (بعدها تراوانکور) اشاره داشت و بعداً نام زبان شد..
با اینهمه از انجا که برابر مالایایی یا مالایلم از واژه مالابار یا ملیبار نیز بهره میبرند میتوان مالایی و مالایلم را برگرفته از مالاباری دانست در دریابار خلیج پارس نیز از روزگار کهن مردم و زبان انجا را ملیبار مینامند
در ان منطقه جایی دیگری نیز هست که ان را نکوبار میگویند  پسوند بار یک واژ پارسی به معنی منطقه و اطراف است  و نامهای بسیاری از ان میاید مانند زنگبار ،نکوبار، ملیبار/مالابار،رودبار ، دریابار، ارسبار، کربار ،ارنگبار، اروندبار